# Progomphus dorsopallidus
Progomphus dorsopallidus är en trollsländeart som beskrevs av George W. Byers 1934. Progomphus dorsopallidus ingår i släktet Progomphus och familjen flodtrollsländor. Inga underarter finns listade i Catalogue of Life.